# Claude Devernois
Claudius Devernois dit Claude Devernois, né le 4 décembre 1899 à Saint-Just-en-Chevalet (Loire) et décédé le 18 juillet 1972 au Coteau (Loire), est un industriel et dirigeant sportif français.
Il participe notamment à la création de la fédération française de rugby à XIII en 1934 ainsi qu'à la création des clubs de Roanne et de Lyon collectionnant les titres entre les années 1930 et 1960. Il est entre 1955 et 1964 le président de la fédération française de rugby à XIII.

## Biographie
Après son obtention du baccalauréat via le lycée Carnot à Roanne, il s'engage comme représentant en alimentation puis dans le textile avant de monter son entreprise de textile et installe des ateliers au Coteau, Etines, Paray-le-Monial et à Gueugnon permettant le développement de sa marque « Devernois ». À la tête de cette entreprise familiale avec les présences de son gendre Pierre Boel, son fils Jean-Bernard Devernois et sa fille Zélia Devernois, tous travaillent à faire de cette marque une des plus réputées de France.
Parallèlement, il participe à la fondation du nouveau code de rugby en France, à savoir le rugby à XIII. Présent lors de la création de la ligue treiziste en 1934, il devient rapidement l'un des personnages incontournables de ce mouvement au côté de François Cadoret, premier président de la Fédération française de rugby à XIII. Avant la Seconde Guerre mondiale, il lance le club de Roanne, considéré comme un des neuf membres fondateurs de la Ligue treiziste, et réussit à convaincre de grands joueurs de rugby à XV à rejoindre son club, dont Jean Dauger, Robert Samatan et Max Rousié. Le club remporte la Coupe de France en 1938 puis le Championnat de France en 1939.
Après l'intermède de la guerre et l'interdiction de rugby à XIII, il relance le club de Roanne et y incorpore Elie Brousse ou Joseph Crespo avec deux titres de Championnats en 1947 et 1948. Il transfère ensuite son club à Lyon devenu Lyon. En 1959, il séduit trois quinzistes de renom à rejoindre le rugby à XIII et Roanne, Aldo Quaglio, Claude Mantoulan et Jean Barthe, qui garnissent le palmarès de Roanne avec le titre de Championnat en 1960. Il aide également à la création de Lyon en 1949 devenant dans les années 1950 l'un des clubs dominants du Championnat de France. Il lance également la carrière du journaliste Roger Couderc, commentateur des premières finales télévisées du Championnat de rugby à XIII.
Dans les années 1950, il accède le 7 mai 1955 à la tête de la Fédération française de rugby à XIII après en avoir été le vice-président chargé du volet financier avec comme réussite l'organisation de la première Coupe du monde en 1954 au cours de laquelle la France parvient en finale. Il succède donc à Paul Barrière, démissionnaire, pour y poursuivre son travail.
Il quitte le 5 décembre 1964 la présidence de la Fédération pour se consacrer uniquement à la gestion de ses entreprises et se retire du monde de rugby à XIII.

## Décoration

### Décoration officielle
- Chevalier de la Légion d'honneur (1952)[3]